# 楊原村
楊原村（やなぎはらむら）は、静岡県駿東郡に属していた村である。
現在の沼津市香貫地区（第三・第四地区）にあたる。1923年（大正12年）に沼津町及び楊原村が合併して、沼津市が発足する。村名は郷社の楊原神社から採られた。

## 地理
狩野川下流の左岸に位置する。南西は我入道から島郷にかけて駿河湾に面する。南は静浦村に接し、静浦山地をもって南東は大平村、東は清水村に接する。狩野川を隔てて北は大岡村、西は沼津町に接する。
狩野川による沖積地が広がり、東側の山裾には集落や田畑が、その他の低地には水田が開発された。我入道は周辺の漁村の中でも特に漁場に恵まれていた。千本松原から続く海岸線は風光明媚な場所としても知られ、島郷には多くの著名人の保養地・別荘が置かれ、明治26年には御用邸も造営された。
- 山：静浦山地（香貫山、横山、徳倉山）、牛臥山
- 河川：狩野川、江川、内膳堀

## 大字・小字
以下は大正7年編纂の『楊原村沿革誌』による。
- 上香貫 - 堰下、中原、黒瀬、辻、折坂、新田、久保、寺ノ前、中障子、殿ノ前、二瀬川、市場、内吉田、永代、外吉田、西島
- 下香貫 - 馬場、山ノ根、八重原、石原、六反、塩満、島郷、牛臥
- 善太夫 - 塩場（下香貫域内、江戸期に川端善太夫が河川跡を当初は塩田として、後に新田開発を行ったことによる）
- 我入道 - 東向、仲向、濱向、瀬戸向

## 交通
明治初期、沼津町との往来には黒瀬、市場で渡し船が用いられた。後に黒瀬橋、御成橋（明治10年架橋、旧称・湊橋）、永代橋（明治16年架橋、旧称・入船橋）が架かり、市場・吉田は沼津町と同一市街を形成するようになった。
主要な道路として以下のものが挙げられる。
- 沼津静浦往還 - 南北に延びる道路。沼津町上土から静浦村江浦を結ぶ。江浦四日市往還に接続。
- 沼津原木往還 - 東西に延びる道路。上香貫市場から韮山村原木を結ぶ。下田街道に接続。
- 牛臥往還 - 沼津静浦往還から分岐し再び接続する道路。上香貫吉田から我入道、牛臥を経て下香貫島郷を結ぶ。

特に沼津静浦往還は御用邸の造営によるものが大きく、舗装され、掃除が常に行き届いていたという。清水村とは沼津原木往還のほかに八重坂、横山坂を、大平村とは静浦の志下坂を経由して往来していた。

## 信仰・宗教
『楊原村沿革誌』では以下の神社、寺院が挙げられているが、域内には多くの石仏・石神が確認されている。

### 神社
- 式内社
  - 郷社 - 楊原神社（下香貫宮脇）
  - 村社 - 大朝神社（下香貫山宮前）、玉造神社（上香貫黒瀬）
- 無格社
  - 八幡神社（上香貫市場）、天神社（上香貫天神洞）、金毘羅神社（上香貫外吉田）、稲荷神社（上香貫住吉）、淡島神社（上香貫二瀬川）、八幡神社（我入道濱方）

### 寺院
- 上香貫 - 霊山寺
- 下香貫 - 塩満寺、妙蓮寺、本妙寺
- 我入道 - 島上寺

## 歴史
1889年（明治22年）の町村制の施行により、「上香貫村外六ヶ村」のうち、駿東郡下香貫村、上香貫村、我入道村及び善太夫新田の区域をもって、駿東郡楊原村が発足する。なお、他の3村も共に統合する構想があったが、意見の相違などから、徳倉村は清水村徳倉に、大平村は単独で大平村に、日守村は函南村日守となる。
- 1871年（明治4年） - 戸籍法により静岡県第三区に分類。
- 1872年（明治5年） - 大区小区制により13村で静岡県第一大区一小区に分類。
- 1884年（明治17年）- 郡区町村編制法の改正により、上香貫村外六ヶ村結成する。上香貫村に連合戸長役場が置かれる。
- 1886年（明治19年）10月22日 - 下香貫に尋常楊原小学校が設立。
- 1889年（明治22年）4月1日 - 町村制の施行により、駿東郡下香貫村、上香貫村、我入道村及び善太夫新田の区域をもって、駿東郡楊原村が発足する。下香貫に村役場が置かれる。
- 1893年（明治26年） - 下香貫島郷に沼津御用邸が造営。明治36年に東附属邸、明治38年に西附属邸を併設。
- 1895年（明治28年） - 上香貫に佐野製糸場が設立。
- 1896年（明治29年） - 下香貫に大竹製糸場が設立。
- 1901年（明治34年） - 上香貫に静岡県立沼津中学校が開校。
- 1923年（大正12年）7月1日 - 沼津町及び楊原村が合併して、沼津市が発足する。